# Gottfried Kinkel (Schriftsteller)

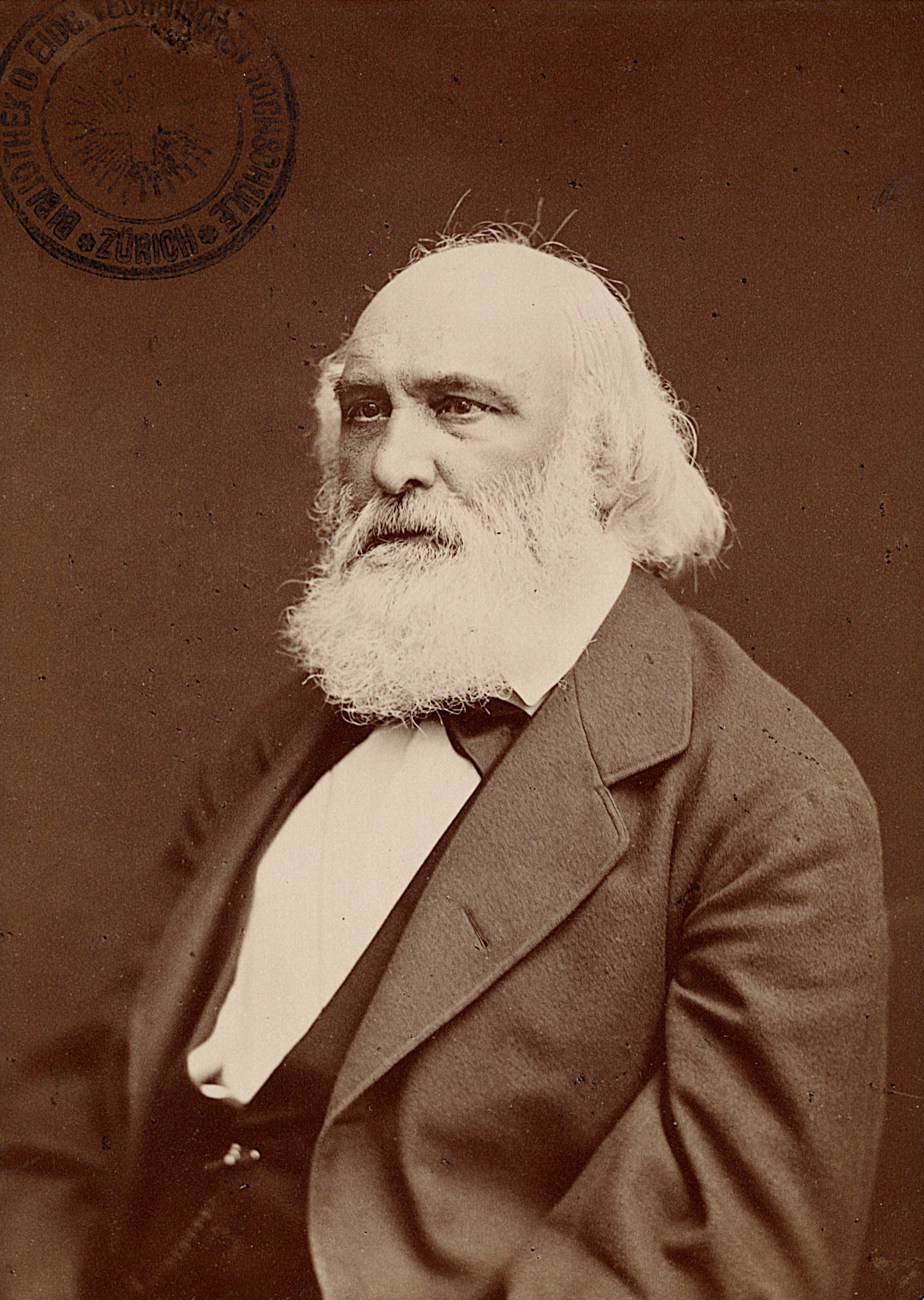
Gottfried Kinkel

Johann Gottfried Kinkel (* 11. August 1815 in Obercassel; † 13. November 1882 in Zürich) war ein deutscher evangelischer Theologe, Professor für Kunst-, Literatur- und Kulturgeschichte, Schriftsteller, Kirchenlieddichter und demokratisch gesinnter Politiker.

## Leben

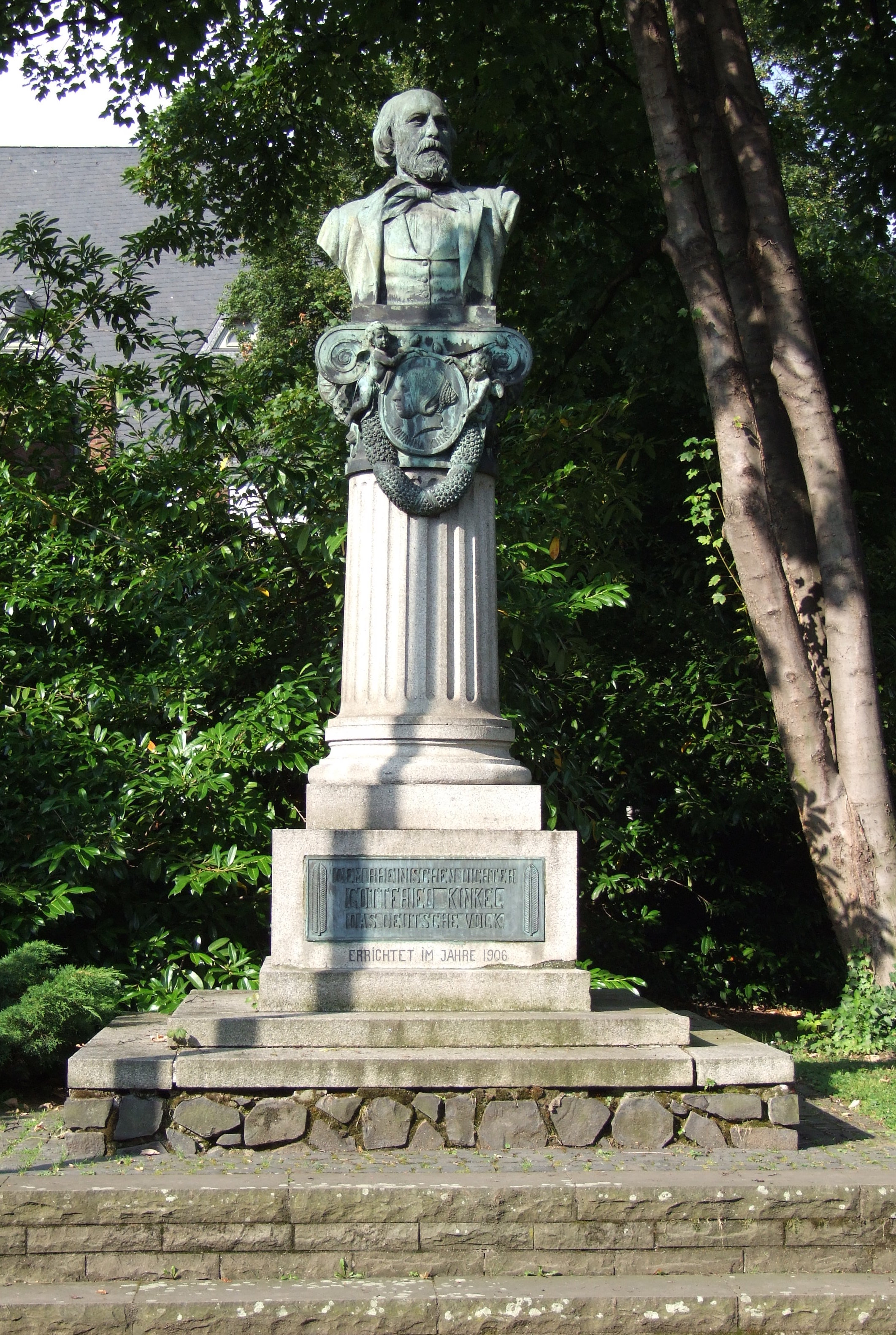
Denkmal im Geburtsort Oberkassel von Gustav Rutz (1906) mit den Original-Bronze-Platten

Johann Gottfried Kinkel

Gottfried Kinkel war der Sohn des Pastors Johann Gottfried Kinkel und dessen Ehefrau Sibylla Marie, geb. Beckmann.
Seine Schwester Johanna Kinkel (* 6. Mai 1809 in Bonn; † 15. November 1887 in Berlin) heiratete den Gefängnispfarrer Wilhelm Boegehold. Während der Revolution überwarf sich Kinkel mit Schwester und Schwager aus politischen Gründen. Erst nach vielen Jahren kam es zu einer Aussöhnung.
Nach dem Abitur immatrikulierte sich Kinkel 1831 an der Universität Bonn für das Fach Theologie. 1834 wechselte er nach Berlin, um dort bis 1835 ebenfalls evangelische Theologie zu studieren. In den Jahren 1836 bis 1838 legte Kinkel mit Erfolg die erforderlichen Prüfungen am Koblenzer Konsistorium der altpreußischen Kirchenprovinz Rheinland und der theologischen Fakultät in Bonn ab. Als Dozent für Kirchengeschichte gehörte Kinkel seit 1837 bereits letzterer an.
Im Frühjahr 1839 lernte er Johanna, die Tochter seines früheren Lehrers Peter Mockel, kennen. Diese Beziehung wurde sofort Stadtgespräch in ganz Bonn, da Johanna katholisch war und noch dazu in Trennung lebte. Aber erst im September desselben Jahres wurden sie ein Paar. Bei einem Ausflug auf dem Rhein kenterte ihr Ruderboot und Kinkel rettete die Nichtschwimmerin.
Der Skandal weitete sich aus, als die Katholikin, der eine Wiederverheiratung verboten war, zum evangelischen Glauben konvertierte. Da der in dieser Zeit für das Rheinland zuständige Code Napoléon eine 36-monatige Karenzzeit zwischen Scheidung und Wiederverheiratung vorsah und der Ehemann von Johanna erst 1840 in die Scheidung einwilligte, konnten die beiden erst 1843 heiraten. Emanuel Geibel, ein Freund der beiden, war Trauzeuge.
Im Juni 1840 gründeten Gottfried Kinkel und seine spätere Ehefrau Johanna zusammen mit Freunden in Bonn den Maikäferbund.
Nach dieser Heirat war Kinkel für die theologische Fakultät der Universität nicht mehr tragbar. Er wurde am 28. November 1845 umhabilitiert und der philosophischen Fakultät zugeordnet. Ab 1846 wirkte Kinkel als außerordentlicher Professor für Kunst-, Literatur- und Kulturgeschichte an der Universität Bonn.
Zwei Jahre später, 1848, wurde er Redakteur der Bonner Zeitung. Am 31. Mai 1848 gründete er den Demokratischen Verein in Bonn. Am 5. Februar 1849 wurde er als demokratischer Kandidat für den Wahlkreis Bonn-Sieg in das Preußische Abgeordnetenhaus gewählt. Schon bald wurde er – getragen von der allgemeinen politischen Unzufriedenheit – die Symbolfigur derer, die eine Republik gründen wollten.
Kinkel nahm im Mai 1849 am Siegburger Zeughaussturm teil und schloss sich dem badisch-pfälzischen Aufstand an. Er wurde von den Preußen nach der Einnahme der Festung Rastatt verhaftet und erst in den Kasematten von Rastatt und dann im Rathausturm von Karlsruhe eingesperrt. Am 4. August verurteilte ihn ein preußisches Kriegsgericht in Rastatt nicht zum Tode, sondern nur zu lebenslanger Festungsstrafe. Auf Intervention Bettina von Arnims und der Prinzessin von Preußen milderte König Friedrich Wilhelm IV. das Urteil zu einer Zuchthausstrafe, weshalb Kinkel erst in das Gefängnis in Bruchsal und dann in das preußische Zuchthaus in Naugard in Pommern gebracht wurde. Wegen seiner Beteiligung am Siegburger Zeughaussturm wurde Kinkel im Mai am 19. Januar 1850 angeklagt, aber am 2. Mai 1850 vom Geschworenengericht in Köln freigesprochen. Nach dem Prozess in Köln wegen des Siegburger Zeughaussturms wurde er im Mai 1850 in das Zuchthaus Spandau bei Berlin überführt. Praktisch über Nacht avancierte Kinkel zum Märtyrer der Revolution. Es bildeten sich in vielen Städten Kinkel-Komitees, die Geld sammelten, um seine Familie zu unterstützen.
Heimlich erfuhr hier auch sein Freund Carl Schurz Unterstützung. Dieser war der Verhaftung in Rastatt durch eine Flucht über einen aus der Festung führenden Abwasserkanal entgangen. In der Nacht vom 6. auf den 7. November 1850 konnte er in einer gewagten Aktion mit Unterstützung des Gefängniswärters Georg Brune seinen Freund Kinkel aus dem Zuchthaus in Spandau befreien. Die beiden flohen durch Mecklenburg über Rostock und Warnemünde in das Vereinigte Königreich. Nachdem sie Warnemünde am 17. November 1850 mit einem Schiff des Rostocker Reeders Ernst Brockelmann verlassen hatten, gelangten sie am 1. Dezember 1850 in die schottische Hauptstadt Edinburgh, von wo sie per Bahn nach London weiterreisten. Noch im Dezember 1850 fuhren sie nach Paris weiter. Kinkel kehrte jedoch kurz danach nach London zurück, während Schurz vorerst in Frankreich blieb, bis er nach seiner Ausweisung ebenfalls nach London ging.

Im Januar 1851 folgte Johanna Kinkel mit den vier Kindern ihrem Mann nach London. Im selben Jahr reiste er vom 14. September 1851 bis zum 25. Februar 1852 durch die Vereinigten Staaten, um Gelder für eine neue Revolution in Deutschland zu sammeln. In der Zwischenzeit blieb die Familie in London. Im März 1852 kehrte Kinkel nach London zurück. Dort wurde er Professor für Literaturgeschichte am Hyde-Park-College, später am Bedford-College. In seinem Londoner Freundeskreis versammelte er auch Gegner des kommunistischen Manifests, die den darin von Karl Marx und Friedrich Engels heraufbeschworenen proletarischen Klassenkampf ablehnten.

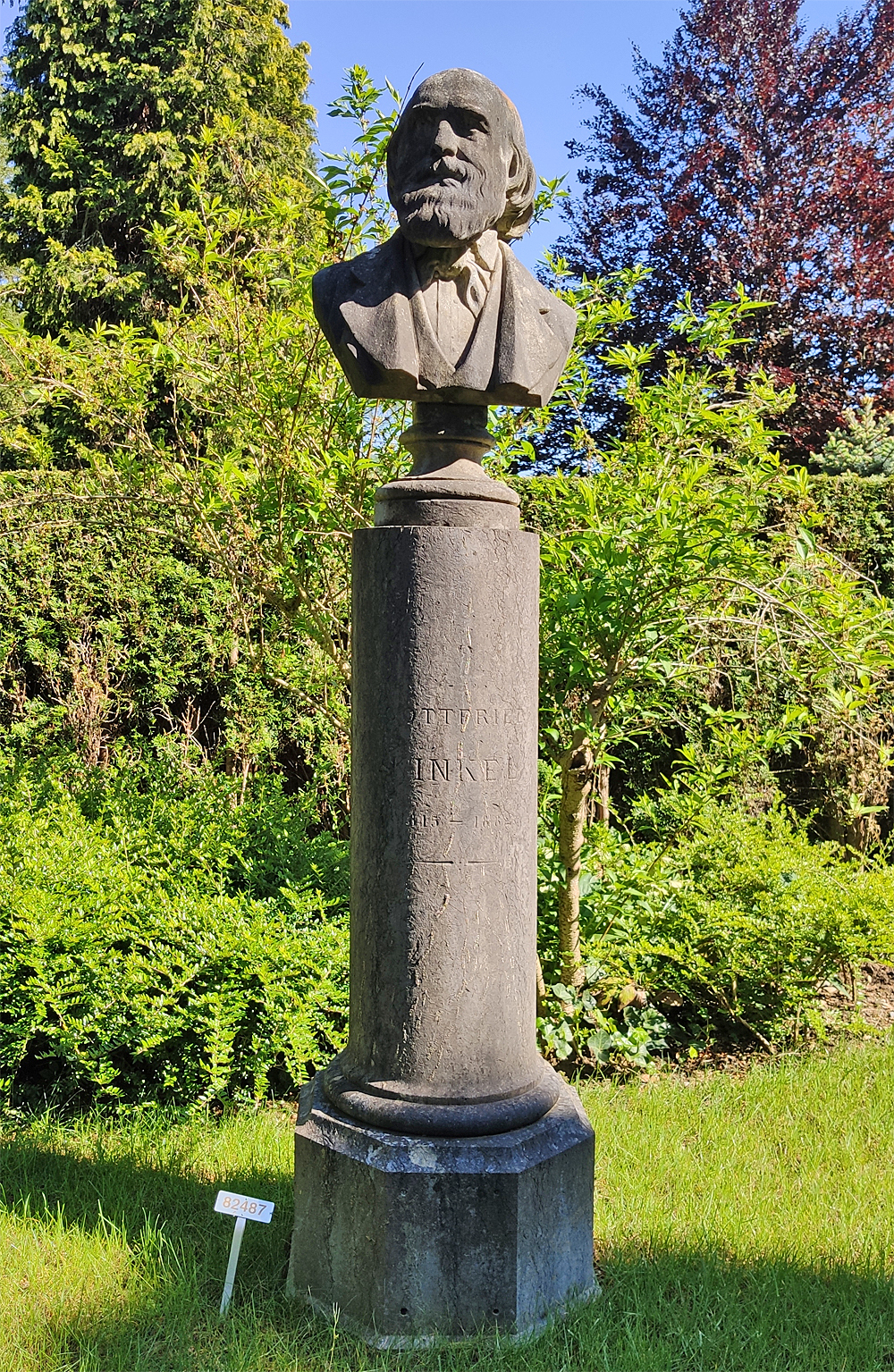
Grab von Johann Gottfried Kinkel auf dem Friedhof Sihlfeld in Zürich

Am 15. November 1858 starb seine Ehefrau Johanna. Kurz darauf gründete Gottfried Kinkel in London die deutschsprachige Zeitung Hermann, deren erster Chefredakteur er wurde. Zwar legte Kinkel die Herausgeberschaft bereits im Sommer 1859 wieder nieder. Die Zeitung konnte sich jedoch auch unter seinem Nachfolger Ernst Juch erfolgreich behaupten und ging später in der Londoner Zeitung auf, die bis 1914 erschien.
Im Jahre 1860 heiratete Kinkel die in London lebende Minna Werner (1827–1917) aus Königsberg. 1861 beauftragte ihn die britische Regierung mit Vorträgen zur älteren und neueren Kunstgeschichte im South-Kensington-Museum. Damit wurde der Grundstein für das Unterrichtsfach Kunstgeschichte in Großbritannien gelegt. Im Jahre 1863 wurde er als Examinator an die Universität London berufen. Im Jahre 1869 gründete er dort mit deutschen Künstlern und Literaten den Verein für Wissenschaft und Kunst. Im Jahre 1866 nahm er eine Professur für Kunstgeschichte am Eidgenössischen Polytechnikum Zürich an, der heutigen Eidgenössischen Technischen Hochschule. Dort gründete Kinkel kurze Zeit später das Zürcher Kupferstichkabinett. Von Zürich aus entfaltete Kinkel eine vielseitige Vortragstätigkeit, die er nach seiner Amnestierung auch auf Deutschland ausdehnte.

Das Gottfried Kinkel-Denkmal in Bonn-Oberkassel mit Zusatztafel im August 2025

Am 13. November 1882 starb Gottfried Kinkel in Zürich als ein wohlhabender, auch um das Gemeinwohl verdienter Bürger. Er wurde auf dem Zürcher Friedhof Sihlfeld begraben.
1906 wurde in seinem Geburtsort Oberkassel (heute Bonn-Oberkassel) ein Denkmal für Gottfried Kinkel errichtet, das auch ein Medaillon seiner Frau Johanna Kinkel aufweist. Im Denkmalsaufruf wurde explizit hervorgehoben, dass das Denkmal „dem Dichter und nicht dem Politiker Kinkel“ gelte, dem „durch seine politischen Irrgänge schwer genug geprüfte(n) Mann“.  Durch eine Zusatztafel wird seit September 2024 auf Gottfried Kinkels Rolle als demokratischer Revolutionär hingewiesen und die besondere Bedeutung Johanna Kinkels als Musikerin, Schriftstellerin und Demokratin erläutert. Die Bronze-Platten des Denkmals sind im Mai 2022 gestohlen worden. Im August 2025 wurden Repliken der Tafeln aus Stein (Diabas) angebracht. Gleichzeitig ist das Denkmal gründlich restauriert worden.
Die Offene Ganztagsschule in Bonn-Oberkassel und die Gottfried-Kinkel-Realschule in Erftstadt-Liblar sind ebenso nach ihm benannt wie die Kinkelstrasse im Kreis 6 in Zürich, die Kinkelstraße in Bonn-Oberkassel und im Frankfurter Ostend, die Kinkelstraße im Kölner Stadtbezirk Lindenthal sowie der Gottfried-Kinkel-Weg in Solingen (1928). In der Nähe des Grundstücks des ehemaligen Zuchthauses Spandau, in dem Kinkel 1850 einsaß, erinnerte von 1938 bis 2002 die Kinkelstraße an ihn. In der Nähe liegt die Carl-Schurz-Straße. Mittlerweile heißt diese Kinkelstraße jedoch wieder wie zuvor Jüdenstraße.

## Werke
- Predigten über auserwählte Gleichnisse und Bildreden Christi, nebst Anhang einige Festpredigten. Köln 1842.
- König Lothar von Lotharingien oder gekränktes Recht. Bonn 1842.
- Gedichte. Stuttgart: Cotta 1843 (7. Auflage 1872).
- Die Ahr. Landschaft, Geschichte und Volksleben. Zugleich ein Führer für Ahrreisende. Bonn: Habicht 1846. (Ausgabe 1858 als Digitalisat).
- Otto der Schütz. Eine rheinische Geschichte in zwölf Abenteuern. Stuttgart/Tübingen: Cotta 1846 (87. Aufl. Stuttgart/Tübingen: Cotta 1909).
- Vom Rhein. Leben, Kunst und Dichtung. Jahrgang 1847. Hrsg. von Gottfried Kinkel. Essen 1847.
- Handwerk, errette Dich! oder Was soll der deutsche Handwerker fordern und thun, um seinen Stand zu bessern? Bonn: Sulzbach 1848.
- Erzählungen. Stuttgart/Tübingen: Cotta 1849 zusammen mit Johanna Kinkel. (3. Aufl. Stuttgart: Cotta 1883) Digitalisat der Ausgabe Stuttgart 1883.
- König und Dichter. Stimmen der Zeit. Ein Kinkel-Album. Hrsg. Wilhelm Zimmermann. Stuttgart/Wildbad 1851.
- Gedichte. Zweite Sammlung. Stuttgart: Cotta 1868.
- Ausgewählte Tragödien des Euripides für den Schulgebrauch erklärt. Erstes Bändchen: Phönissen. Berlin: Ebeling & Plahn, 1871. (Digitalisat).
- Der Grobschmied von Antwerpen in sieben Historien. Stuttgart: Cotta 1872.
- Mosaik zur Kunstgeschichte. Berlin: Oppenheim 1876.
- Der Doktor Ypocras des deutschen Schauspiels in Wort und Bild. In: Bonner Jahrbücher. 60 (1877), S. 121–132 (Digitalisat).
- Tanagra. Idyll aus Griechenland. Braunschweig: Westermann 1883.
- Meine Kindheit. Eingeleitet und kommentiert von Hermann Rösch. Bonn 2015.
- Margret. In: Deutscher Novellenschatz. Hrsg. von Paul Heyse und Hermann Kurz. Bd. 4. 2. Aufl. Berlin, [1910], S. 199–262. In: Thomas Weitin (Hrsg.): Volldigitalisiertes Korpus. Der Deutsche Novellenschatz. Darmstadt/Konstanz, 2016. (Digitalisat und Volltext im Deutschen Textarchiv).